# Pellenes marionis
Pellenes marionis là một loài nhện trong họ Salticidae.
Loài này thuộc chi Pellenes. Pellenes marionis được Joachim Schmidt & Otto Krause miêu tả năm 1994.